# 외계물질

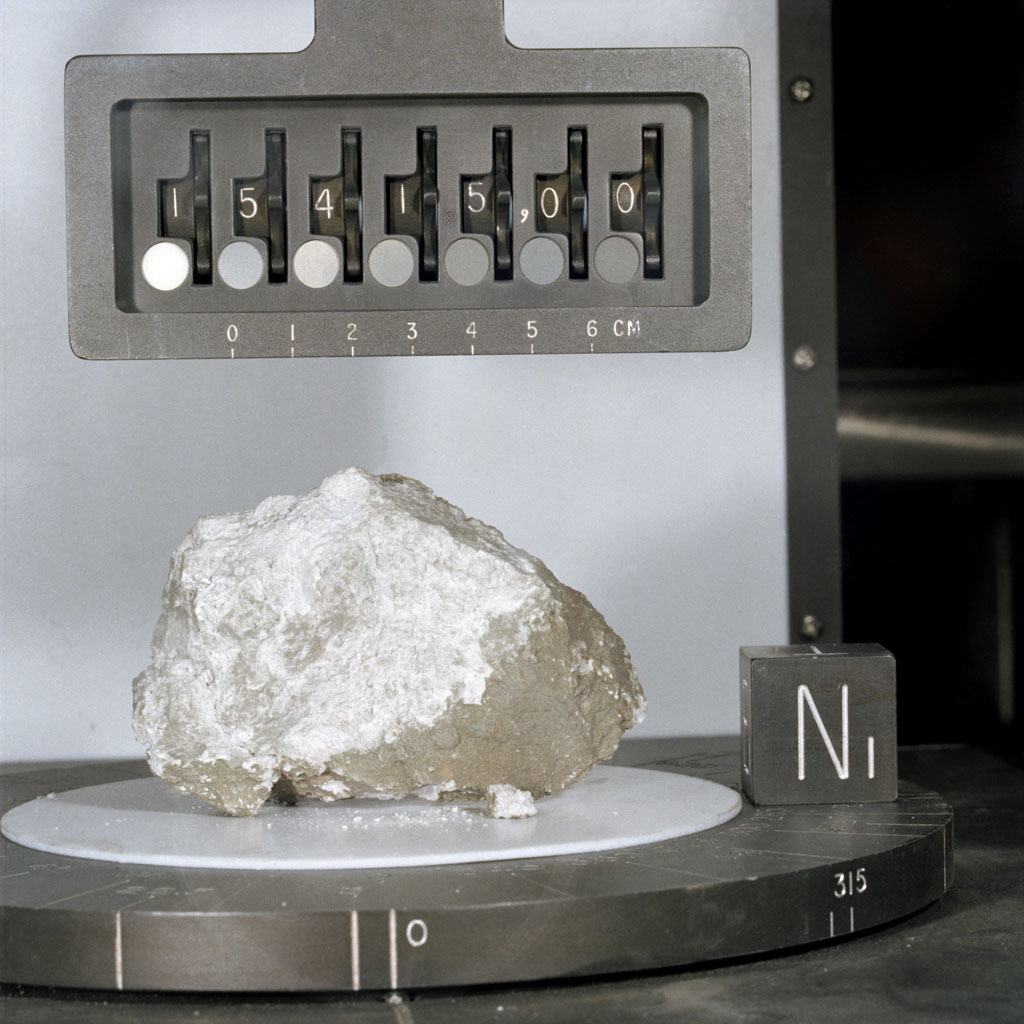
달 샘플 15415

외계물질(Extraterrestrial materials)이란 우주에서 유래하여 현재 지구상에 존재하는 자연물을 말한다. 이러한 물질에는 우주진과 운석뿐만 아니라 달에서 샘플 리턴 미션을 통해 지구로 가져온 샘플, 소행성과 혜성, 태양풍 입자도 포함된다.
외계 물질은 태양과 태양계를 형성하는 데 사용된 가스와 먼지의 원시적 구성을 보존하므로 과학에 가치가 있다.

## 같이 보기
- 우주화학